# Chieko Homma
Chieko Homma (本間 知恵子, Homma Chieko, 5 november 1964) is een voormalig Japans voetbalster.

## Carrière
Homma maakte op 7 juni 1981 haar debuut in het Japans vrouwenvoetbalelftal tijdens een wedstrijd om het Aziatisch kampioenschap 1981 tegen het Chinees Taipei. Ze heeft 3 interlands voor het Japanse vrouwenelftal gespeeld.

## Statistieken
| Japans vrouwenvoetbalelftal | Japans vrouwenvoetbalelftal | Japans vrouwenvoetbalelftal |
| Jaar                        | Wed.                        | Dlp.                        |
| --------------------------- | --------------------------- | --------------------------- |
| 1981                        | 3                           | 0                           |
| Totaal                      | 3                           | 0                           |